# Lithophragma

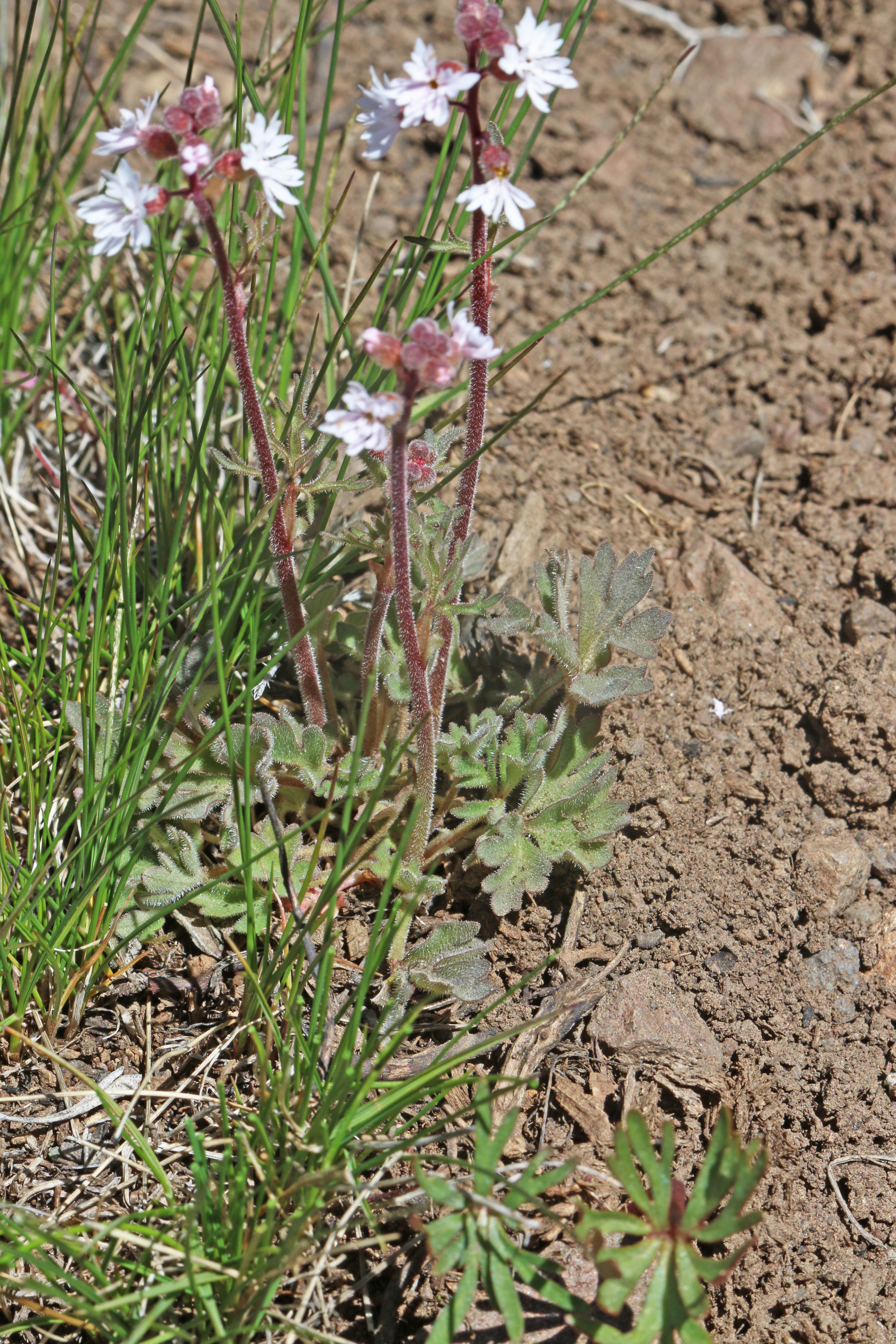
Lithophragma tenellum

Lithophragma és un gènere de plantes angiospermes de la família de les saxifragàcies (Saxifragaceae). Són plantes natives d'Amèrica del Nord, de l'oest i el centre del Canadà i els Estats Units i del nord-oest de Mèxic.

## Descripció
És una planta herbàcia vivaç, amb rizoma. Les fulles són basals i caulinars, en alguns casos poden ser lobades o palmaticompostes, amb estípules i peciolades. Les flors tenen hipant, cinc sèpals i cinc pètals blancs o de color rosa. A l'androceu hi ha 10 estams. Al gineceu el pistil és format per tres carpels, amb tres estils i tres estigmes, l'ovari pot ser súper, mig ínfer o ínfer, unilocular i amb placentació parietal. Les flors s'agrupen en inflorescències reacemoses situades al capdamunt d'una tija floral que surt de la roseta basal i pot fer entre 8 i 85 cm d'alçària. El fruit és una càpsula amb moltes llavors.

## Taxonomia
Aquest gènere va ser publicat vàlidament per primer cop l'any 1840 al primer volum de l'obra Flora of North America pels botànics estatunidencs John Torrey (1796-1873) i Asa Gray (1810-1888). Uns anys abans, el 1837, el botànic anglès Thomas Nuttall (1786-1859) havia suggerit a la revista Journal of the Academy of Natural Sciences of Philadelphia, la possibilitat que les espècies Tellima parviflora i Mitella trifida formessin un gènere amb el nom de Lithophragma, que llavors era una secció del gènere Tellima.

### Espècies
Dins del gènere Lithophragma es reconeixen les 10 espècies següents:
- Lithophragma affine A.Gray
- Lithophragma bolanderi A.Gray
- Lithophragma campanulatum Howell
- Lithophragma cymbalaria Torr. & A.Gray
- Lithophragma glabrum Nutt.
- Lithophragma heterophyllum (Hook. & Arn.) Torr. & A.Gray
- Lithophragma maximum Bacig.
- Lithophragma parviflorum (Hook.) Nutt.
- Lithophragma tenellum Nutt.
- Lithophragma trifoliatum Eastw.